# Society of the Holy Child Jesus

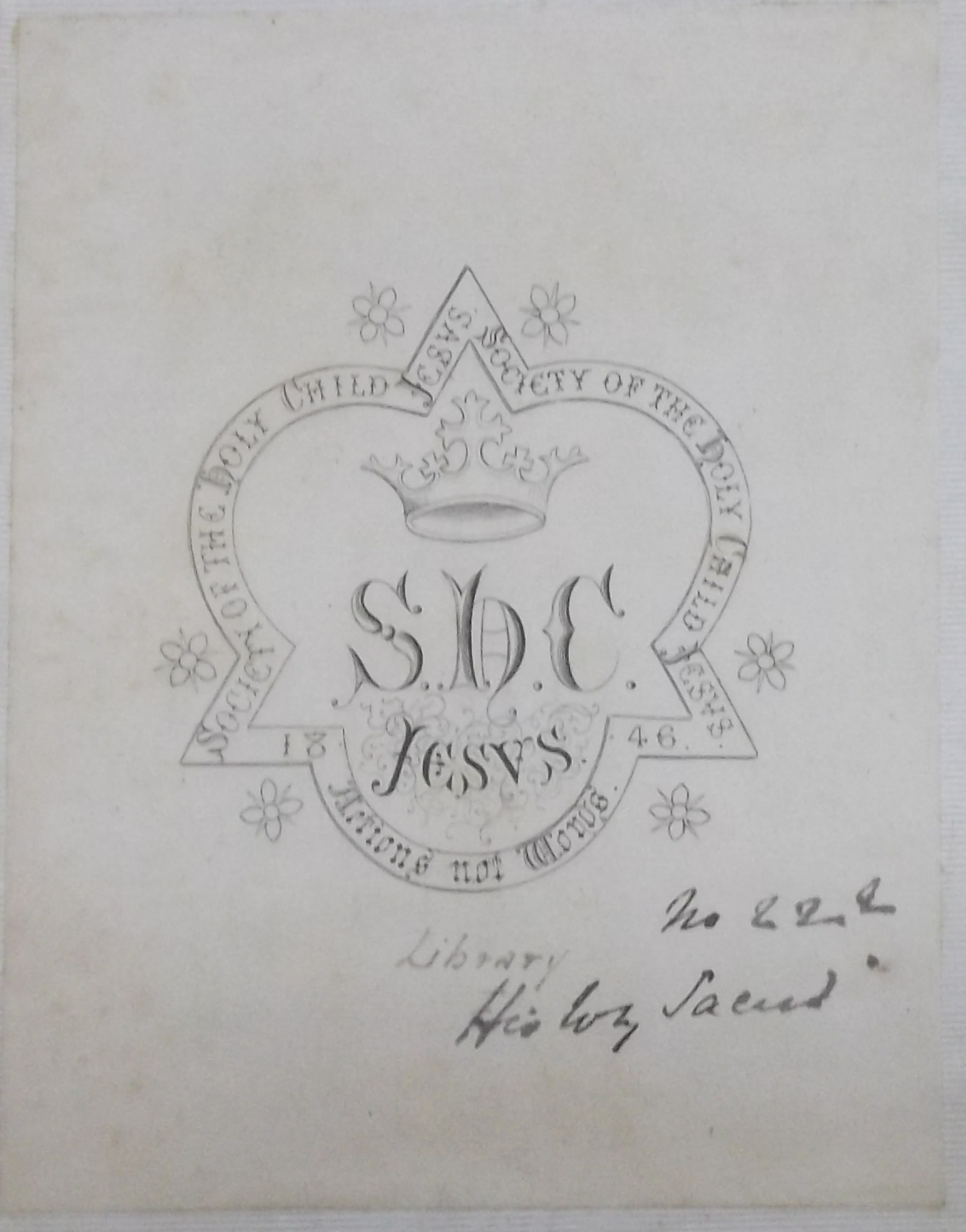
Ex-libris: Society of the Holy Child Jesus

Die Society of the Holy Child Jesus (dt.: „Gesellschaft des Heiligen Kindes Jesus“) ist eine internationale Kommunität römisch-katholischer Ordensschwestern, die 1846 in England von Cornelia Connelly, einer US-amerikanischen Nonne, gegründet wurde.

## Geschichte
Cornelia Connelly wurde als Cornelia Peacock in Philadelphia geboren und wuchs in einem presbyterianischen Umfeld auf. 1831 heiratete sie Pierce Connelly, einen Priester der Episkopalkirche der Vereinigten Staaten. Die beide konvertierten 1835 zum Katholizismus und trennten sich 1844, als ihr Mann sich entschloss, katholischer Priester zu werden. Cornelia wurde nach England eingeladen, um in der Mädchenbildung zu arbeiten. In diesem Zug setzte sie einige Regeln für eine neue Kongregation auf, welche sie „Society of the Holy Child Jesus“ nannte.
Bischof Nicholas Wiseman sandte sie in einen Konvent bei St Mary’s Church, Derby, wo sie bald eine Tagesschule für 200 Schülerinnen führte und gleichzeitig Novizen ihres neuen Instituts ausbildete. Im Dezember 1847 legte sie ihre Ordensgelübde ab und wurde sofort als Generalsuperiorin der Kommunität eingesetzt. 1848 musste Bischof Wiseman, der die Kosten der Schulen nicht mehr aufbringen konnte, Connelly in seinen Distrikt in St. Leonard’s-on-Sea in Sussex versetzen.
Die Society wurde 1887 von Papst Leo XIII. anerkannt und die Regeln und Konstitutionen wurden bestätigt und 1893 ratifiziert.

## Ausbreitung
1862 kamen sechs Schwestern aus England in die Vereinigten Staaten. 1930 gingen drei Schwestern nach Nigeria und 1967 begannen vier Schwestern einen Ableger der Society in Chile.

## Schulen

### Amerika
- St. Leonard’s School of the Holy Child, Philadelphia, Pennsylvania (geschlossen 1983)
- Connelly School of the Holy Child, Potomac, Maryland (6-12)
- Cornelia Connelly High School, Anaheim, Kalifornien (geschlossen 2020)
- Holy Child Academy, Drexel Hill, Pennsylvania (K-8)
- Holy Child Academy, Old Westbury, New York (K-8)[7]
- Mayfield Junior School, Pasadena, Kalifornien (K-8)[8]
- Mayfield Senior School, Pasadena, Kalifornien (9-12)
- Oak Knoll School of the Holy Child, Summit, New Jersey (K-6)
- Rosemont School of the Holy Child, Rosemont, Pennsylvania (K-8)[9]
- School of the Holy Child, Rye, New York
- Holy Child Academy, Sharon Hill, Pennsylvania (closed in 1973)
- Cornelia Connelly Center, New York

### England
- Combe Bank School, Sundridge, Kent
- St Leonards-Mayfield School, Mayfield, East Sussex
- Convent of the Holy Child Jesus (Layton Hill Convent), Blackpool, Lancashire (zusammengeführt zum St Mary’s Catholic College)
- Holy Child School, Edgbaston (seit 2001: Priory School)
- Winckley Square Convent School, Preston, Lancashire, 1875–1978
- Slynedales Preparatory School, Lancaster, Lancashire, geschlossen 1966

### Afrika
- Holy Child School, Cape Coast, Ghana
- Holy Child College, Southwest-Ikoyi, Lagos, Nigeria

## Höhere Bildung
- Rosemont College,  Rosemont, Pennsylvania (Ursprünglich: Joseph Sinnott Mansion).
- Holy Child College of Education, Takoradi, Ghana

## Persönlichkeiten
- Cornelia Connelly
- Megan Rice